# Giro de Italia 2001
El 84º Giro de Italia se disputó entre el 19 de mayo y el 10 de junio de 2001 con un recorrido de 3356 km dividido en un prólogo y 21 etapas con inicio en Pescara y final en Milán.
Participaron 190 ciclistas repartidos en veinte equipos de nueve corredores cada uno resultando vencedor absoluto el italiano Gilberto Simoni que cubrió la prueba en 89h 02’ 58’’ a una velocidad media de 40,170 km/h.
La prueba estuvo enmarcada dentro de una operación antidopaje de la policía llamada « blitz », en la que los cuerpos de seguridad registraron los hoteles y vehículos de los equipos en busca de sustancias prohibidas. En protesta, los corredores se negaron a correr la 18.ª etapa de este Giro.

## Equipos participantes
| Grupos deportivos I (11)- Fassa Bortolo - iBanesto.com - Kelme-Costa Blanca - Lampre-Daikin - Liquigas-Pata - Lotto-Adecco - Mercatone Uno-Stream TV - ONCE-Eroski - Saeco - Tacconi Sport-Vini Caldirola - Deutsche Telekom Grupos deportivos II (8)- Alessio - Alexia Alluminio - Bonjour - Cantina Tollo-Acqua & Sapone - Mobilvetta-Formaggi Trentini - Panaria-Fiordo - Selle Italia-Pacific - Colpack-Astro |
| |

## Etapas
| Etapa      | Fecha     | Recorrido                         | type                    | Distancia (km) | Desnivel (m) | Ganador                    | Líder           |
| ---------- | --------- | --------------------------------- | ----------------------- | -------------- | ------------ | -------------------------- | --------------- |
| Prólogo    | 19 de may | Montesilvano – Pescara            | contrarreloj individual | 7,6            | 6 m          | Rik Verbrugghe             | Rik Verbrugghe  |
| 1.ª etapa  | 20 de may | Giulianova – Francavilla al Mare  | etapa de media montaña  | 202            | 2822 m       | Ellis Rastelli             | Rik Verbrugghe  |
| 2.ª etapa  | 21 de may | Fossacesia – Lucera               | etapa escarpada         | 167            | 1018 m       | Danilo Hondo               | Rik Verbrugghe  |
| 3.ª etapa  | 22 de may | Lucera – Potenza                  | etapa de media montaña  | 149            | 1965 m       | Danilo Hondo               | Rik Verbrugghe  |
| 4.ª etapa  | 23 de may | Potenza – Montevergine            | etapa de montaña        | 169            | 2828 m       | Danilo Di Luca             | Dario Frigo     |
| 5.ª etapa  | 24 de may | Avellino – Nettuno                | etapa llana             | 229            | 1095 m       | Ivan Quaranta              | Dario Frigo     |
| 6.ª etapa  | 25 de may | Nettuno – Rieti                   | etapa llana             | 150            | 1774 m       | Mario Cipollini            | Dario Frigo     |
| 7.ª etapa  | 26 de may | Rieti – Montevarchi               | etapa escarpada         | 239            | 2338 m       | Stefano Zanini             | Dario Frigo     |
| 8.ª etapa  | 27 de may | Montecatini Terme – Reggio Emilia | etapa de montaña        | 185            | 4026 m       | Pietro Caucchioli          | Dario Frigo     |
| 9.ª etapa  | 28 de may | Reggio Emilia – Rovigo            | etapa llana             | 142            | 153 m        | Mario Cipollini            | Dario Frigo     |
| 10.ª etapa | 29 de may | Lido di Jesolo – Liubliana        | etapa escarpada         | 212            | 1400 m       | Denis Zanette              | Dario Frigo     |
| 11.ª etapa | 30 de may | Bled – Goricia                    | etapa escarpada         | 187            | 2648 m       | Pablo Lastras              | Dario Frigo     |
| 12.ª etapa | 31 de may | Gradisca d'Isonzo – Montebelluna  | etapa llana             | 139            | 345 m        | Matteo Tosatto             | Dario Frigo     |
| 13.ª etapa | 1 de jun  | Montebelluna – Paso Pordoi        | etapa de montaña        | 225            | 5906 m       | Julio Alberto Pérez Cuapio | Gilberto Simoni |
| 14.ª etapa | 2 de jun  | Cavalese – Arco                   | etapa de montaña        | 163            | 3128 m       | Carlos Alberto Contreras   | Gilberto Simoni |
| 15.ª etapa | 3 de jun  | Sirmione – Saló                   | contrarreloj individual | 55,5           | 540 m        | Dario Frigo                | Gilberto Simoni |
| 16.ª etapa | 4 de jun  | Erbusco – Parma                   | etapa llana             | 142            | 259 m        | Ivan Quaranta              | Gilberto Simoni |
|            | 5 de jun  | Día de descanso                   | Día de descanso         |                |              |                            |                 |
| 17.ª etapa | 6 de jun  | San Remo – San Remo               | etapa de montaña        | 119            | 2447 m       | Pietro Caucchioli          | Gilberto Simoni |
| 18.ª etapa | 7 de jun  | Imperia – Santuario de Santa Ana  | etapa de montaña        | 230            | 6215 m       | cancelada                  | Gilberto Simoni |
| 19.ª etapa | 8 de jun  | Alba – Busto Arsizio              | etapa llana             | 163            | 518 m        | Mario Cipollini            | Gilberto Simoni |
| 20.ª etapa | 9 de jun  | Busto Arsizio – Arona             | etapa de montaña        | 181            | 3331 m       | Gilberto Simoni            | Gilberto Simoni |
| 21.ª etapa | 10 de jun | Arona – Milán                     | etapa llana             | 121            | 219 m        | Mario Cipollini            | Gilberto Simoni |

## Clasificaciones

### Clasificación general(Maglia Rosa)
| \| Clasificación general \| Clasificación general \| Clasificación general \| Clasificación general \| Clasificación general \| \| Ciclista \| Ciclista \| Equipo \| Tiempo \| \| \| --------------------- \| ------------------------ \| ---------------------------- \| --------------------- \| --------------------- \| \| 1.º \| Gilberto Simoni \| Lampre-Daikin \| 89 h 02 min 58 s \| \| \| 2.º \| Abraham Olano \| ONCE-Eroski \| + 7 min 31 s \| \| \| 3.º \| Unai Osa \| iBanesto.com \| + 8 min 37 s \| \| \| 4.º \| Serhi Honchar \| Liquigas-Pata \| + 9 min 25 s \| \| \| 5.º \| José Azevedo \| ONCE-Eroski \| + 9 min 44 s \| \| \| 6.º \| Andrea Noè \| Mapei-Quick Step \| + 10 min 50 s \| \| \| 7.º \| Ivan Gotti \| Alessio \| + 10 min 54 s \| \| \| 8.º \| Carlos Alberto Contreras \| Selle Italia-Pacific \| + 11 min 44 s \| \| \| 9.º \| Pietro Caucchioli \| Alessio \| + 13 min 33 s \| \| \| 10.º \| Giuliano Figueras \| Ceramica Panaria-Fiordo \| + 14 min 08 s \| \| \| 11.º \| Marco Velo \| Mercatone Uno-Stream TV \| + 14 min 34 s \| \| \| 12.º \| Peter Luttenberger \| Tacconi Sport-Vini Caldirola \| + 15 min 36 s \| \| \| 13.º \| Hernán Buenahora \| Selle Italia-Pacific \| + 16 min 22 s \| \| \| 14.º \| Paolo Savoldelli \| Saeco \| + 18 min 42 s \| \| \| 15.º \| José Castelblanco \| Selle Italia-Pacific \| + 23 min 02 s \| \| \| 16.º \| Marzio Bruseghin \| iBanesto.com \| + 25 min 13 s \| \| \| 17.º \| Mauro Zanetti \| Alessio \| + 27 min 16 s \| \| \| 18.º \| Marco Magnani \| Alexia Alluminio \| + 33 min 04 s \| \| \| 19.º \| Gianni Faresin \| Liquigas-Pata \| + 33 min 14 s \| \| \| 20.º \| Juanma Gárate \| Lampre-Daikin \| + 33 min 24 s \| \| \| 21.º \| Daniele De Paoli \| Mercatone Uno-Stream TV \| + 33 min 55 s \| \| \| 22.º \| Massimiliano Gentili \| Cantina Tollo-Acqua & Sapone \| + 36 min 21 s \| \| \| 23.º \| Matthias Kessler \| Deutsche Telekom \| + 40 min 41 s \| \| \| 24.º \| Danilo Di Luca \| Cantina Tollo-Acqua & Sapone \| + 41 min 28 s \| \| \| 25.º \| Aleksandr Shefer \| Alessio \| + 41 min 47 s \| \| |                          |                              |                  |
| |                          |                              |                  |
| |                          |                              |                  |
| Clasificación general |                          |                              |                  |
| Ciclista | Ciclista                 | Equipo                       | Tiempo           |
| 1.º | Gilberto Simoni          | Lampre-Daikin                | 89 h 02 min 58 s |
| 2.º | Abraham Olano            | ONCE-Eroski                  | + 7 min 31 s     |
| 3.º | Unai Osa                 | iBanesto.com                 | + 8 min 37 s     |
| 4.º | Serhi Honchar            | Liquigas-Pata                | + 9 min 25 s     |
| 5.º | José Azevedo             | ONCE-Eroski                  | + 9 min 44 s     |
| 6.º | Andrea Noè               | Mapei-Quick Step             | + 10 min 50 s    |
| 7.º | Ivan Gotti               | Alessio                      | + 10 min 54 s    |
| 8.º | Carlos Alberto Contreras | Selle Italia-Pacific         | + 11 min 44 s    |
| 9.º | Pietro Caucchioli        | Alessio                      | + 13 min 33 s    |
| 10.º | Giuliano Figueras        | Ceramica Panaria-Fiordo      | + 14 min 08 s    |
| 11.º | Marco Velo               | Mercatone Uno-Stream TV      | + 14 min 34 s    |
| 12.º | Peter Luttenberger       | Tacconi Sport-Vini Caldirola | + 15 min 36 s    |
| 13.º | Hernán Buenahora         | Selle Italia-Pacific         | + 16 min 22 s    |
| 14.º | Paolo Savoldelli         | Saeco                        | + 18 min 42 s    |
| 15.º | José Castelblanco        | Selle Italia-Pacific         | + 23 min 02 s    |
| 16.º | Marzio Bruseghin         | iBanesto.com                 | + 25 min 13 s    |
| 17.º | Mauro Zanetti            | Alessio                      | + 27 min 16 s    |
| 18.º | Marco Magnani            | Alexia Alluminio             | + 33 min 04 s    |
| 19.º | Gianni Faresin           | Liquigas-Pata                | + 33 min 14 s    |
| 20.º | Juanma Gárate            | Lampre-Daikin                | + 33 min 24 s    |
| 21.º | Daniele De Paoli         | Mercatone Uno-Stream TV      | + 33 min 55 s    |
| 22.º | Massimiliano Gentili     | Cantina Tollo-Acqua & Sapone | + 36 min 21 s    |
| 23.º | Matthias Kessler         | Deutsche Telekom             | + 40 min 41 s    |
| 24.º | Danilo Di Luca           | Cantina Tollo-Acqua & Sapone | + 41 min 28 s    |
| 25.º | Aleksandr Shefer         | Alessio                      | + 41 min 47 s    |

### Clasificación por puntos(Maglia Ciclamino)
| Clasificación por puntos | Clasificación por puntos | Clasificación por puntos     | Clasificación por puntos | Clasificación por puntos |
| Ciclista                 | Ciclista                 | Equipo                       | Puntos                   |                          |
| ------------------------ | ------------------------ | ---------------------------- | ------------------------ | ------------------------ |
| 1.º                      | Massimo Strazzer         | Mobilvetta-Formaggi Trentini | 177 pts                  |                          |
| 2.º                      | Danilo Hondo             | Deutsche Telekom             | 158 pts                  |                          |
| 3.º                      | Mario Cipollini          | Saeco                        | 136 pts                  |                          |
| 4.º                      | Gilberto Simoni          | Lampre-Daikin                | 129 pts                  |                          |
| 5.º                      | Ivan Quaranta            | Alexia Alluminio             | 105 pts                  |                          |
| 6.º                      | Marco Zanotti            | Liquigas-Pata                | 85 pts                   |                          |
| 7.º                      | Andrej Hauptman          | Tacconi Sport-Vini Caldirola | 78 pts                   |                          |
| 8.º                      | Unai Osa                 | iBanesto.com                 | 75 pts                   |                          |
| 9.º                      | Abraham Olano            | ONCE-Eroski                  | 73 pts                   |                          |
| 10.º                     | Giuliano Figueras        | Ceramica Panaria-Fiordo      | 73 pts                   |                          |

### Clasificación de la montaña(Maglia Verde)
| Clasificación de la montaña | Clasificación de la montaña | Clasificación de la montaña  | Clasificación de la montaña | Clasificación de la montaña |
| Ciclista                    | Ciclista                    | Equipo                       | Puntos                      |                             |
| --------------------------- | --------------------------- | ---------------------------- | --------------------------- | --------------------------- |
| 1.º                         | Freddy González             | Selle Italia-Pacific         | 73 pts                      |                             |
| 2.º                         | Gilberto Simoni             | Lampre-Daikin                | 42 pts                      |                             |
| 3.º                         | Fortunato Baliani           | Selle Italia-Pacific         | 33 pts                      |                             |
| 4.º                         | Pietro Caucchioli           | Alessio                      | 32 pts                      |                             |
| 5.º                         | Julio Alberto Pérez Cuapio  | Ceramica Panaria-Fiordo      | 28 pts                      |                             |
| 6.º                         | Danilo Di Luca              | Cantina Tollo-Acqua & Sapone | 21 pts                      |                             |
| 7.º                         | Unai Osa                    | iBanesto.com                 | 16 pts                      |                             |
| 8.º                         | Carlos Alberto Contreras    | Selle Italia-Pacific         | 14 pts                      |                             |
| 9.º                         | Hernán Buenahora            | Selle Italia-Pacific         | 14 pts                      |                             |
| 10.º                        | Marzio Bruseghin            | iBanesto.com                 | 10 pts                      |                             |

### Clasificación de la combinada
| Clasificación de la combinada | Clasificación de la combinada | Clasificación de la combinada | Clasificación de la combinada | Clasificación de la combinada |
| Ciclista                      | Ciclista                      | Equipo                        | Puntos                        |                               |
| ----------------------------- | ----------------------------- | ----------------------------- | ----------------------------- | ----------------------------- |
| 1.º                           | Gilberto Simoni               | Lampre-Daikin                 | 13 pts                        |                               |
| 2.º                           | Pietro Caucchioli             | Alessio                       | 35 pts                        |                               |
| 3.º                           | Unai Osa                      | iBanesto.com                  | 38 pts                        |                               |
| 4.º                           | Giuliano Figueras             | Ceramica Panaria-Fiordo       | 55 pts                        |                               |
| 5.º                           | Serhi Honchar                 | Liquigas-Pata                 | 60 pts                        |                               |
| 6.º                           | Fortunato Baliani             | Selle Italia-Pacific          | 69 pts                        |                               |
| 7.º                           | José Luis Arrieta             | iBanesto.com                  | 74 pts                        |                               |
| 8.º                           | Hernán Buenahora              | Selle Italia-Pacific          | 84 pts                        |                               |
| 9.º                           | Danilo Di Luca                | Cantina Tollo-Acqua & Sapone  | 89 pts                        |                               |
| 10.º                          | Marzio Bruseghin              | iBanesto.com                  | 103 pts                       |                               |

### Clasificación por equipos(Trofeo Fast Team)
| Clasificación por equipos | Clasificación por equipos    | Clasificación por equipos | Clasificación por equipos |
| Equipo                    | Equipo                       | Tiempo                    |                           |
| ------------------------- | ---------------------------- | ------------------------- | ------------------------- |
| 1.º                       | Alessio                      | 267 h 13 min 45 s         |                           |
| 2.º                       | iBanesto.com                 | + 9 min 51 s              |                           |
| 3.º                       | Selle Italia-Pacific         | + 13 min 42 s             |                           |
| 4.º                       | ONCE-Eroski                  | + 18 min 25 s             |                           |
| 5.º                       | Lampre-Daikin                | + 39 min 26 s             |                           |
| 6.º                       | Fassa Bortolo                | + 41 min 03 s             |                           |
| 7.º                       | Mercatone Uno-Stream TV      | + 46 min 03 s             |                           |
| 8.º                       | Liquigas-Pata                | + 57 min 09 s             |                           |
| 9.º                       | Tacconi Sport-Vini Caldirola | + 59 min 07 s             |                           |
| 10.º                      | Saeco                        | + 1 h 19 min 58 s         |                           |

## Evolución de las clasificaciones
| Etapa                   |                         | Ganador _                  | Clasificación general | Puntos           | Montaña         | Combinada         | Equipo _             |
| ----------------------- | ----------------------- | -------------------------- | --------------------- | ---------------- | --------------- | ----------------- | -------------------- |
| Prólogo                 | contrarreloj individual | Rik Verbrugghe             | Rik Verbrugghe        | no otorgado      | no otorgado     | no otorgado       | no otorgado          |
| 1.ª etapa               | etapa de media montaña  | Ellis Rastelli             | Rik Verbrugghe        | Ellis Rastelli   | Domenico Gualdi | Unai Osa          | Lampre-Daikin        |
| 2.ª etapa               | etapa escarpada         | Danilo Hondo               | Rik Verbrugghe        | Gabriele Colombo | Domenico Gualdi | Pietro Caucchioli | Lampre-Daikin        |
| 3.ª etapa               | etapa de media montaña  | Danilo Hondo               | Rik Verbrugghe        | Danilo Hondo     | Domenico Gualdi | Mariano Piccoli   | Lampre-Daikin        |
| 4.ª etapa               | etapa de montaña        | Danilo Di Luca             | Dario Frigo           | Danilo Hondo     | Danilo Di Luca  | Ivan Quaranta     | ONCE-Eroski          |
| 5.ª etapa               | etapa llana             | Ivan Quaranta              | Dario Frigo           | Danilo Hondo     | Danilo Di Luca  | Massimo Strazzer  | ONCE-Eroski          |
| 6.ª etapa               | etapa llana             | Mario Cipollini            | Dario Frigo           | Danilo Hondo     | Danilo Di Luca  | Massimo Strazzer  | ONCE-Eroski          |
| 7.ª etapa               | etapa escarpada         | Stefano Zanini             | Dario Frigo           | Danilo Hondo     | Danilo Di Luca  | Massimo Strazzer  | ONCE-Eroski          |
| 8.ª etapa               | etapa de montaña        | Pietro Caucchioli          | Dario Frigo           | Danilo Hondo     | Freddy González | Massimo Strazzer  | ONCE-Eroski          |
| 9.ª etapa               | etapa llana             | Mario Cipollini            | Dario Frigo           | Danilo Hondo     | Freddy González | Massimo Strazzer  | ONCE-Eroski          |
| 10.ª etapa              | etapa escarpada         | Denis Zanette              | Dario Frigo           | Danilo Hondo     | Freddy González | Massimo Strazzer  | ONCE-Eroski          |
| 11.ª etapa              | etapa escarpada         | Pablo Lastras              | Dario Frigo           | Danilo Hondo     | Freddy González | Massimo Strazzer  | iBanesto.com         |
| 12.ª etapa              | etapa llana             | Matteo Tosatto             | Dario Frigo           | Massimo Strazzer | Freddy González | Massimo Strazzer  | iBanesto.com         |
| 13.ª etapa              | etapa de montaña        | Julio Alberto Pérez Cuapio | Gilberto Simoni       | Massimo Strazzer | Freddy González | Massimo Strazzer  | iBanesto.com         |
| 14.ª etapa              | etapa de montaña        | Carlos Alberto Contreras   | Gilberto Simoni       | Massimo Strazzer | Freddy González | Massimo Strazzer  | Selle Italia-Pacific |
| 15.ª etapa              | contrarreloj individual | Dario Frigo                | Gilberto Simoni       | Massimo Strazzer | Freddy González | Massimo Strazzer  | Alessio              |
| 16.ª etapa              | etapa llana             | Ivan Quaranta              | Gilberto Simoni       | Massimo Strazzer | Freddy González | Massimo Strazzer  | Alessio              |
| 17.ª etapa              | etapa de montaña        | Pietro Caucchioli          | Gilberto Simoni       | Massimo Strazzer | Freddy González | Massimo Strazzer  | Alessio              |
| 18.ª etapa              | etapa de montaña        | cancelada                  | Gilberto Simoni       | Massimo Strazzer | Freddy González | Massimo Strazzer  | Alessio              |
| 19.ª etapa              | etapa llana             | Mario Cipollini            | Gilberto Simoni       | Massimo Strazzer | Freddy González | Massimo Strazzer  | Alessio              |
| 20.ª etapa              | etapa de montaña        | Gilberto Simoni            | Gilberto Simoni       | Massimo Strazzer | Freddy González | Massimo Strazzer  | Alessio              |
| 21.ª etapa              | etapa llana             | Mario Cipollini            | Gilberto Simoni       | Massimo Strazzer | Freddy González | Massimo Strazzer  | Alessio              |
| Clasificaciones finales | Clasificaciones finales |                            | Gilberto Simoni       | Massimo Strazzer | Freddy González | no otorgado       | Alessio              |